# La ventana (ballet)
La Ventana es un ballet del coreógrafo Auguste Bournonville que se estrenó completo en 1856. Es un divertimento dividido en dos escenas que se sitúa e inspira en España. Es uno de los muchos ballets de Bournonville que se inspira en países y culturas diferentes, pero de los pocos que se inspiran en España.

## Creación y argumento
El ballet completo se estrenó en 1856, época correspondiente a la   tercera etapa de Bournonville que va desde 1850 a 1860, en la que los ballets marcan su paso al Naturalismo, cuando publica sus famosas "Cartas sobre la danza y la coreografía" y momento en el que el ballet comienza a perder importancia en París para aumentar en Dinamarca y Rusia de la mano de Bournonville, Petipa, Saint-Léon entre otros. Bournonville se caracteriza por ser un coreógrafo muy cosmopolita porque tiene ballets inspirados en muchos países y culturas diferentes. Este es uno de los pocos inspirados en España. La Ventana es un divertimento diferenciado en dos partes. En 1849, creó el "Pas de trois cousines", para las primas Amalie, Juliette y Sophie Price que estrenaron en el Teatro Casino. En 1854 se crea la danza del espejo con Juliette y Sophie, lo que correspondería a la primera escena del ballet. Esta danza se inspira en el Vals Eugene, del músico Lumbye estrenado en 1853 en Viena.  En la primera escena, Juliette (La Señorita) entra en una habitación bailando con un abanico frente a un espejo donde ve su reflejo (Sophie) y piensa en un chico que ha conocido. Se cansa y tapa el espejo cuando oye al muchacho tocar la guitarra por la ventana y baila con castañuelas hasta que se atreve a asomarse por la ventana para lanzarle una cinta. Al aumentar y volver a coreografiar esta danza del espejo, cambia la habiación por un jardín con terraza para crear el ballet completo. En la primera parte añade la celebración del muchacho con sus amigos y la entrada de ella hasta que le pide matrimonio, ella se quita la mantilla y coge una pandereta para continuar con la celebración. La segunda parte consta de un pas de trois que se aleja casi por completo del estilo español. El ballet termina con una seguidilla basada en un estilo e interpretación anterior de Paul Taglioni ( hijo y hermano de Filippo y Marie Taglioni). Se estrena el 6 de octubre de 1856 con Juliette Price y Ferdinand Hope como principales en el Teatro Real de Copenhague. La Ventana ha seguido dentro del repertorio del Ballet Real Danés con hasta 382 representaciones. Fue el último ballet que Bournonville reconstruyó para el Teatro Real de Copenhague en 1874.

## Música
La música no está compuesta enteramente por un único compositor. Existen dos compositores de la música de este ballet, uno para la primera escena y otro para la segunda. La música de la primera escena la compuso Hans Christian Lumbye. Era compositor de vales, mazurkas, polkas, galopas y otras composiciones. En 1839 escuchó música de Johan Strauss y tras esto, decidió acercarse al estilo de este, consiguiendo con el tiempo el apodo del Strauss danés o Strauss del Norte De 1843 a 1872 fue el director musical y compositor de la casa de jardines de Tívoli en Copenhague. Tras esto, se hizo muy importante y reconocido en Dinamarca, llegando incluso a venerarlo. Todos estos grandes seguidores llegaron a conocer a Strauss como el Lumbye del Sur. Lumbye es también conocido por sus composiciones ligeras y el uso de fuentes no musicales, queriendo decir con esto que algunas de sus composiciones como Champagne Galop comienza con el sonido del descorchar de una botella de champán o el sonido de la llegada de un tren a la estación en Copenhagen Steam Railway Galop. Este ballet comienza con un vals lento de estilo y ambiente español. Lumbye utiliza el tono menor y por ello resalta el segundo tiempo del vals. Lumbye nombró a este vals como El vals de Eugenia aludiendo a la esposa española de Napoleón III, aunque según otra versión, este nombre viene de Eugene Oneguin, la novela de la que se inspiró Bournonville para la danza del espejo. La novela de Eugene Oneguin ha sido utilizada como recurso de muchas obras artísticas diferentes desde su publicación, la realización de la ópera de su argumento con música de Tchaikovsky en 1879 , el ballet de John Cranko para el Stuttgart ballet en 1965 y tres películas (1958, 1988 y 1999). La danza que se realiza delante del espejo es una bagatela, una composición ágil y corta con origen en el romanticismo cuya forma suele ser A-B-A y con coda final. La primera escena contiene la primera danza del espejo con un abanico, la danza con las castañuelas mientras su amado le toca la guitarra, la celebración de ambos con los amigos por la boda y con solos tanto masculino como el de La Señora con la pandereta. El solo masculino tiene un ritmo en ¾.
La segunda escena del ballet, que fue añadida más tarde, está compuesta por Vilhelm Christian Holm, un violinista y compositor danés que colaboró con Bournonville para varios de sus ballets y solos. En el ballet La Ventana, crea la música del Pas de trois. La Seguidilla tiene también ritmo en  ¾, pero se basa en una coreografía de Paul Taglioni, por lo que puede que su compositor no sea Holm, si no el austríaco M. Strebinger. El Pas de Trois es una pieza más clásica en contraste a la seguidilla, que es muy alegre y de estilo español.
El vestuario está caracterizado en el estilo español. En el caso de las mujeres, llevan faldas por la rodilla, plisadas y con bastante vuelo. Existen diferencias dentro del vestuario según las versiones representadas pero básicamente se basan en un corpiño y cuello barco en unas ocasiones con la manga larga y en otras corta. Suele acompañarse con adornos como flores en el pelo y en el traje o boleros. En muchas ocasiones para el Pas de Trois, al no ser de estilo español, se llevan tutús románticos de color blanco y de mayor largo. En el caso de los hombres, llevan mallas por la rodilla con adornos como lazos a los lados o boleros, con camisa y chaleco adornado acorde con las mallas y destacando la parte de los hombros en tonos que resaltan sobre el negro, que suele ser el color del chaleco.

## Escenografía
No existe información acerca de como era la escenografía original, pero a través de fotografías y otras fuentes, podemos saber que al cambiar la ambientación de la primera escena al crear el ballet completo, se crea un jardín lleno de plantas con una terraza y el telón de fondo muestra la barandilla de esta con un paisaje de árboles y casas del pueblo con las colinas a lo lejos. En 1980 se hizo una reposición de 30 minutos por parte del Real Ballet Danés. En él, el vestuario y el ambiente se encuentra dentro del estilo de las Goyescas, igual que lo representado por Goya en sus pinturas, donde majos y majas se introducían en las escenas de danzas y cortejo. En la parte del decorado de la habitación de la señora sale La maja desnuda, algo que es un anacronismo, ya que no habría ninguna mujer que tuviera esa pintura en su cuarto.

## Vestuario
El vestuario está caracterizado en el estilo español. En el caso de las mujeres, llevan faldas por la rodilla, plisadas y con bastante vuelo. Existen diferencias dentro del vestuario según las versiones representadas pero básicamente se basan en un corpiño y cuello barco en unas ocasiones con la manga larga y en otras corta. Suele acompañarse con adornos como flores en el pelo y en el traje o boleros. En muchas ocasiones para el Pas deTrois, al no ser de estilo español, se llevan tutús románticos de color blanco y de mayor largo. En el caso de los hombres, llevan mallas por la rodilla con adornos como lazos a los lados o boleros, con camisa y chaleco adornado acorde con las mallas y destacando la parte de los hombros en tonos que resaltan sobre el negro, que suele ser el color del chaleco.

## Análisis de la seguidilla
Se puede observar que los pasos son bastante clásicos intentando mantener los de la Escuela Bolera, aunque destaca notablemente el uso de embotados, lazos, destaques (patadas), brazos con manos en la cintura y sujetando la falda... unido al uso de las puntas. 
En la primera parte en la que bailan los dos, La Señorita realiza numerosas veces punteos con la punta en cou de pied detrás y baterías con brazos en tercera española. Ambos hacen una vuelta con pointé a la seconde, quiebros muy acentuados con brazos en cuarta posición y el sisol, aunque este último, no se mantiene en su esencia de paso de Escuela Bolera. Por último, destacar los encajes, inclinación de torso hacia la pierna que se encuentra en tendu a la seconde en plié y que recoge y vuelve a puntear. La pose final de ambos también tiene el carácter español. En la variación de la entrada de  La Señorita con la pandereta, mantienen todos los pasos bastante clásicos. Los piqués a passé que realiza, los hace con más torso y moviendo la falda de un lado a otro, dando así estilo español. Ya en la última serie de saltos con baterías, dejan los brazos a la segunda, pero al hacer el piqué a quinta, si utilizan cuarta posición de brazos con torso y antes de la pose final, realizan una vuelta juntos unidos con los brazos por la cintura con el brazo de la quinta bastante abierto.